# Catchfire
Catchfire es una película estadounidense de acción-dramática de 1990 dirigida por Dennis Hopper y protagonizada por Jodie Foster, Hopper y Fred Ward. Otros actores notables hacen cameos. La película fue repudiada por su director antes de su lanzamiento, debido a lo cual en los créditos este aparece bajo el seudónimo ficticio de "Alan Smithee". Aunque no figuran en los créditos finales, Alex Cox y Tod Davies reescribieron el guion.
Hopper lanzó su versión de la película, titulada Backtrack, en Estados Unidos y solo por televisión por cable, la cual dura 18 minutos más que la versión estrenada en las salas de cine.

## Argumento
Anne Benton (Jodie Foster) es una artista conceptual que crea piezas electrónicas que han comenzado a llamar la atención de los medios importantes. Una noche, conduciendo hacia su casa, Anne pincha en la carretera y, mientras busca ayuda, es testigo de una asesinato efectuado por el mafioso Leo Carelli (Joe Pesci). Leo descubre a Anne, pero ella logra escapar e ir a la policía. Le ofrecen un lugar en el programa de protección de testigos, pero el jefe de la mafia, y jefe de Carelli, Lino Avoca (Vincent Price), envía a dos de sus hombres para silenciarla: Milo (Dennis Hopper) y su compañero Pinella (John Turturro). Cuando se da cuenta de que la mafia tiene un hombre en la policía, Anne escapa hacia México, donde conoce al asesino a sueldo, Milo, quien se interesa en su arte y su vida.

## Reparto
- Jodie Foster ... Anne Benton
- Dennis Hopper ... Milo
- Dean Stockwell ... John Luponi
- Vincent Price ... Mr. Avoca
- John Turturro ... Pinella
- Fred Ward ... Pauling
- Julie Adams ... Martha
- Tony Sirico ... Greek

### Cameos
- Catherine Keener - La chica de Trucker
- Charlie Sheen - Bob
- Bob Dylan (sin acreditar) - Artista
- Joe Pesci (sin acreditar) - Leo Carelli
- Alex Cox (sin acreditar) - D.H. Lawrence
- Toni Basil (sin acreditar)